# Bulgarismo

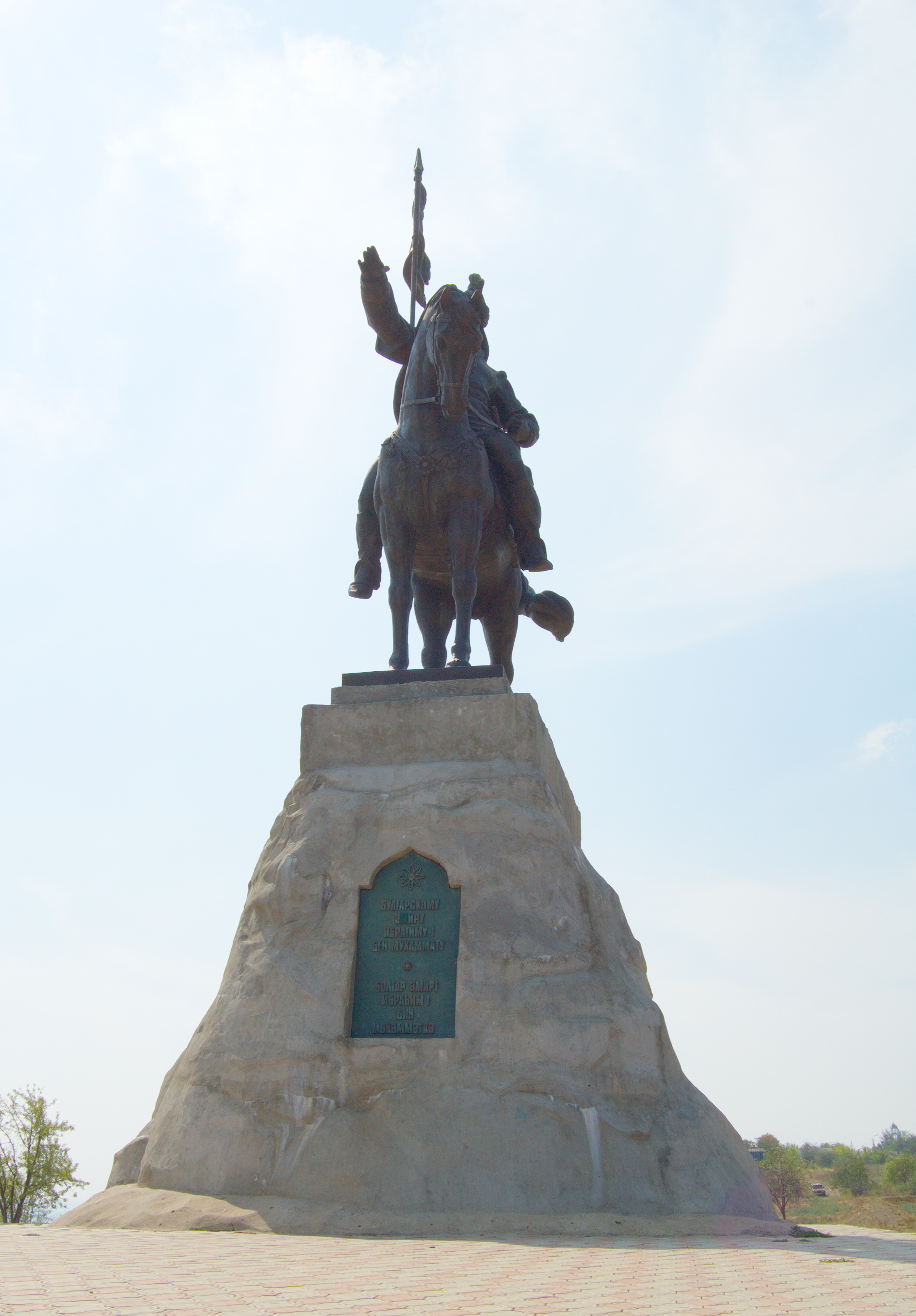
Un monumento de 2007 al Emir Ibrahim ibn Muhammad, un gobernante de Volga-Bulgaria, fundador de Yelábuga.

El protobulgarismo es una ideología dirigida al "renacimiento de la identidad nacional de los protobúlgaros" y la condición de Estado de Bulgaria del Volga. Se originó en la segunda mitad del siglo XIX dentro del movimiento Wäisi y la Sociedad para el estudio de la tierra nativa (Chuvasia). Se revivió a finales del siglo XX como "neobulgarismo" en Tartaristán y Chuvasia. 
La ideología se basa en la teoría de que los Tártaros del Volga y los Chuvasios descienden de Bulgaria del Volga. La teoría fue apoyada por las autoridades soviéticas a mediados del siglo XX como una alternativa a la teoría "reaccionaria" que afirmaba el descenso de la Horda de Oro.